# Riu Detroit

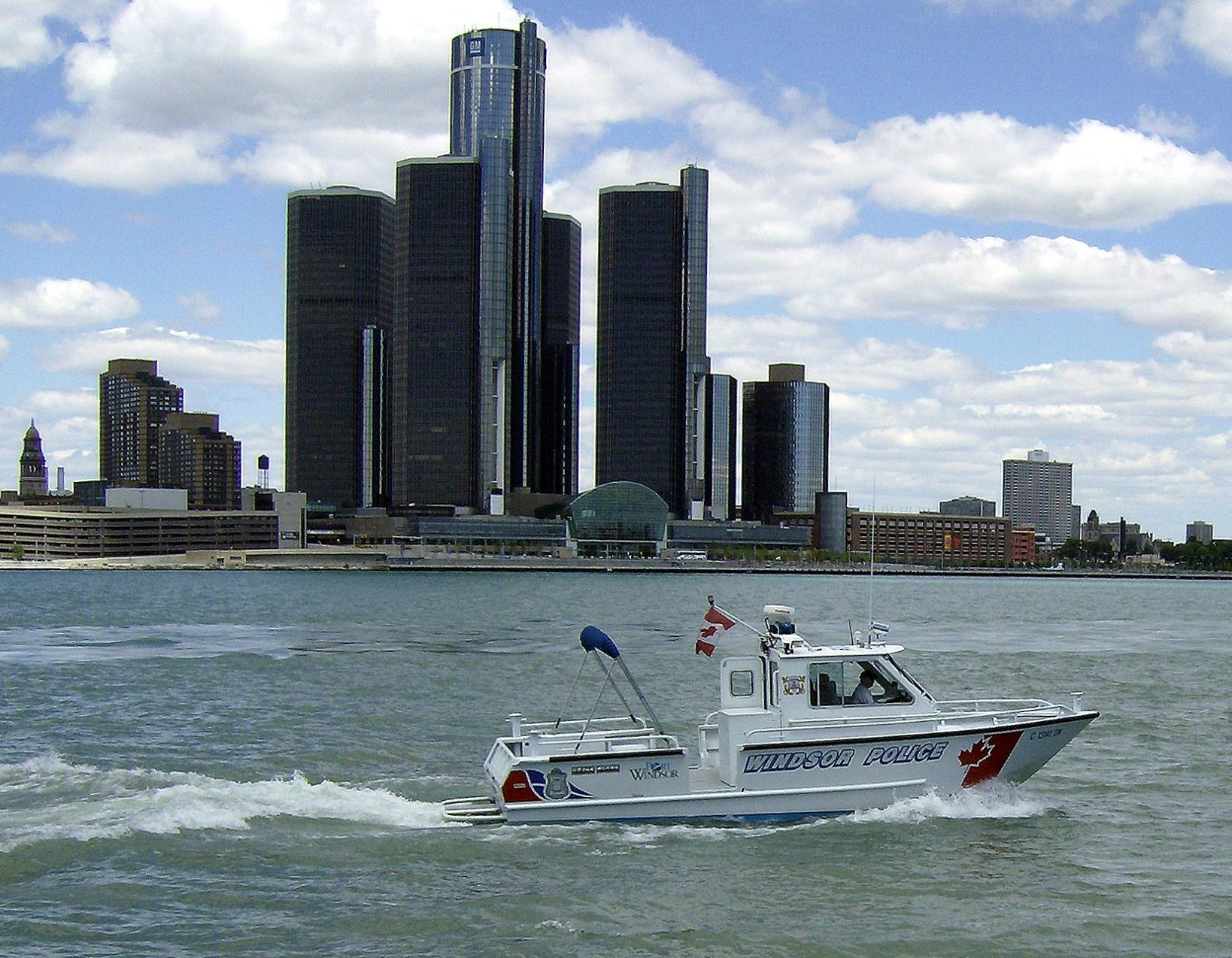
El Riu Detroit a Windsor, Canadà.

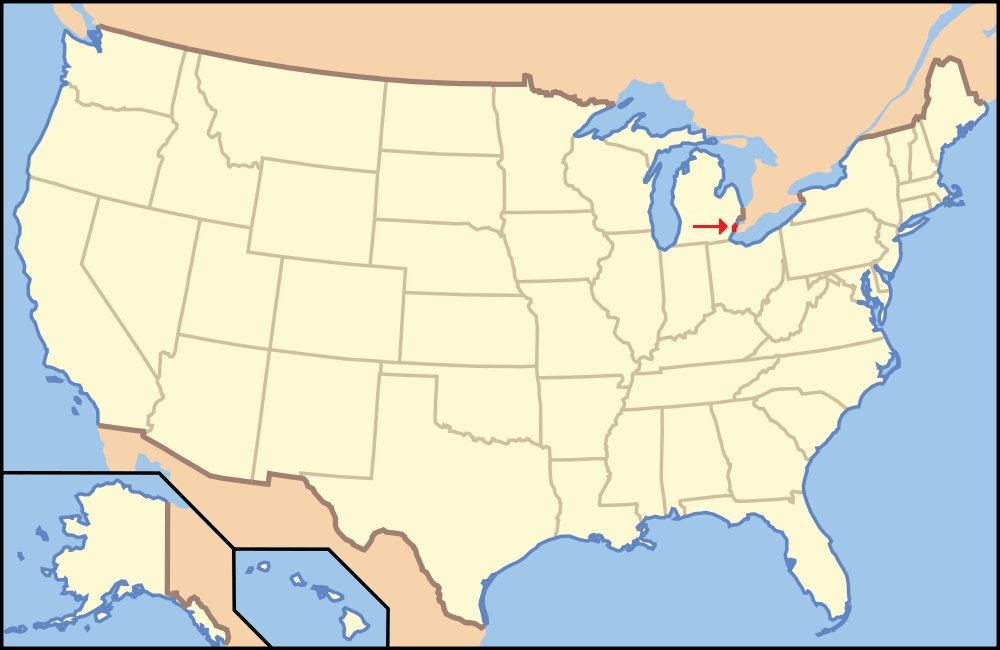
Localització del riu Detroit.

El Riu Detroit és un riu que fa 45 km de llargada, neix a 175 m d'altitud i desemboca a 174 m amb un cabal de 5.324 m³/s. Pertany al sistema dels Grans Llacs d'Amèrica del Nord El seu nom prové de l'idioma francès, Rivière du Détroit, el qual es va traduir literalment a l'anglès com "River of the Strait" (Riu de l'Estret). El riu Detroit té un gran paper en la història de Detroit i és una de les vies d'aigua amb més activitat de negocis del món. El riu discorre cap al sud des del Llac Saint Clair al Llac Erie, i tot el riu forma part de la frontera entre els Estats Units i el Canadà. Aquest riu divideix les àrees metropolitanes de Detroit, Michigan, i Windsor, Ontario — una zona coneguda com a Detroit–Windsor. Les dues estan connectades pel Ambassador Bridge i el Detroit–Windsor Tunnel.
El Riu Detroit va ser navegat per part dels no natius al segle xvii. Els iroquesos comerciaven amb pells amb els holandesos a Nova Amsterdam (posteriorment dita Nova York) a través del riu Detroit. Els francesos més tard van aconseguir aquesta zona per a formar part de la Nova França i arribaren a la desembocadura del riu Detroit el 1679 amb el famós vaixell Le Griffon. Antoine Laumet de La Mothe fundà el 1701 Fort Ponchartrain du Détroit (actualment Detroit).